# Francisco Bayeu
Francisco Bayeu y Subías (Saragoça, 9 de março de 1734 — Madri, 4 de agosto de 1795) foi um pintor espanhol, cunhado de Francisco de Goya.  Seu estilo era um misto de rococó francês com o classicismo acadêmico de Mengs. Os irmãos de Bayeu, Ramon e Manuel, também foram pintores.
Francisco Bayeu y Subías estudou em Saragoça onde teve José Luzán Martínez como mentor, e também em Madri com Antonio González Velázquez. Em 1763, foi convidado por Mengs para auxiliar na pintura do Palácio Real de Madri.
Bayeu criou afrescos para a Catedral de Nossa Senhora do Pilar e de Toledo; fora nomeado pintor da corte de Carlos III em 1767 e decorou os palácio reais de Madri, La Granja, El Pardo e Aranjuez.[carece de fontes?]
Foi considerado um dos melhores pintores do período. Influenciado, principalmente, por Rapahel Mengs e Giovanni Battista Tiepolo, pintores da corte de Carlos III. A maior parte de seus desenhos tem tom animado, muitos deles foram preservados. Entretanto, o tom de seus afrescos finalizados mostrava um toque acadêmico.

## Galeria

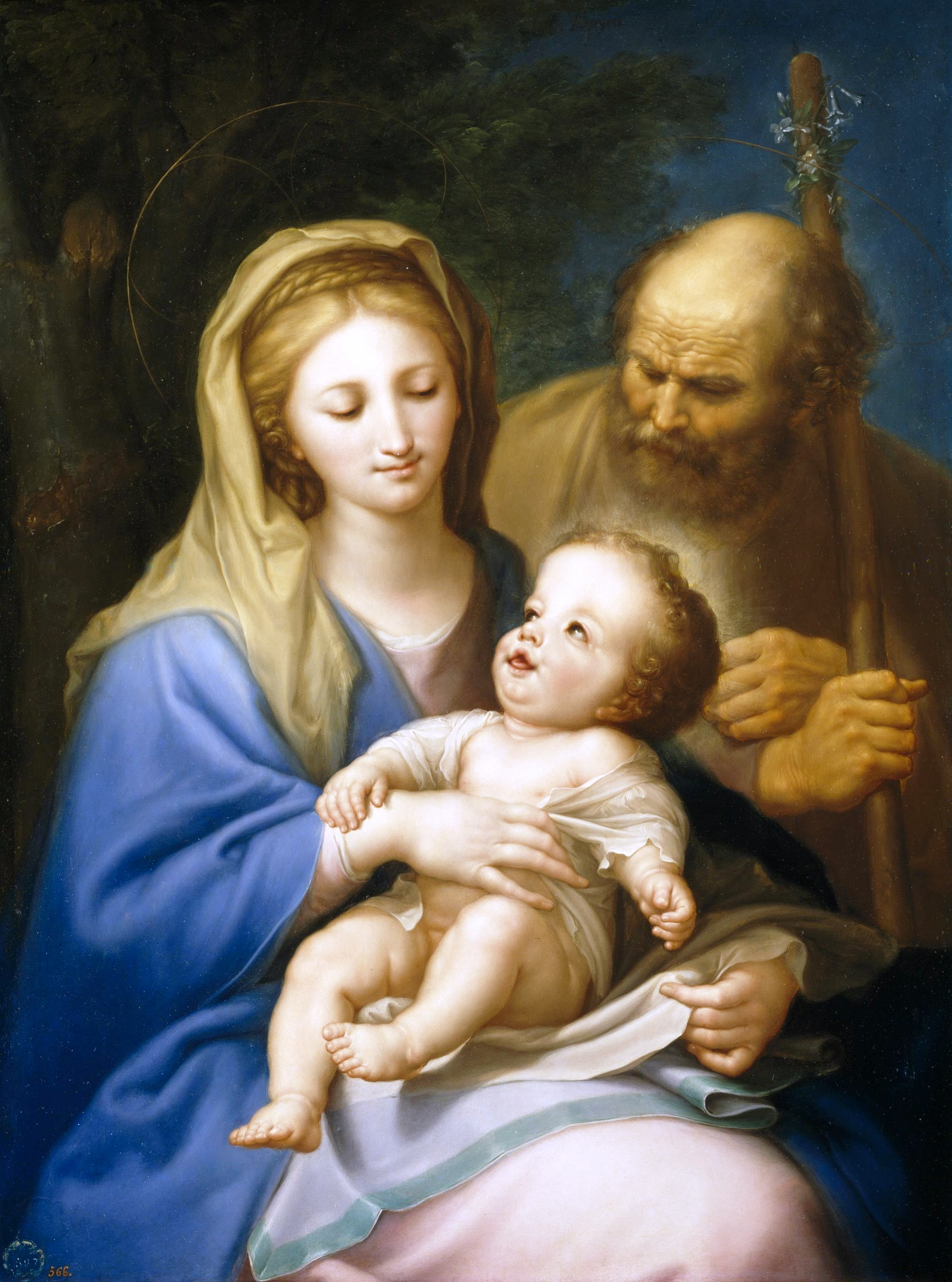
Sagrada família.
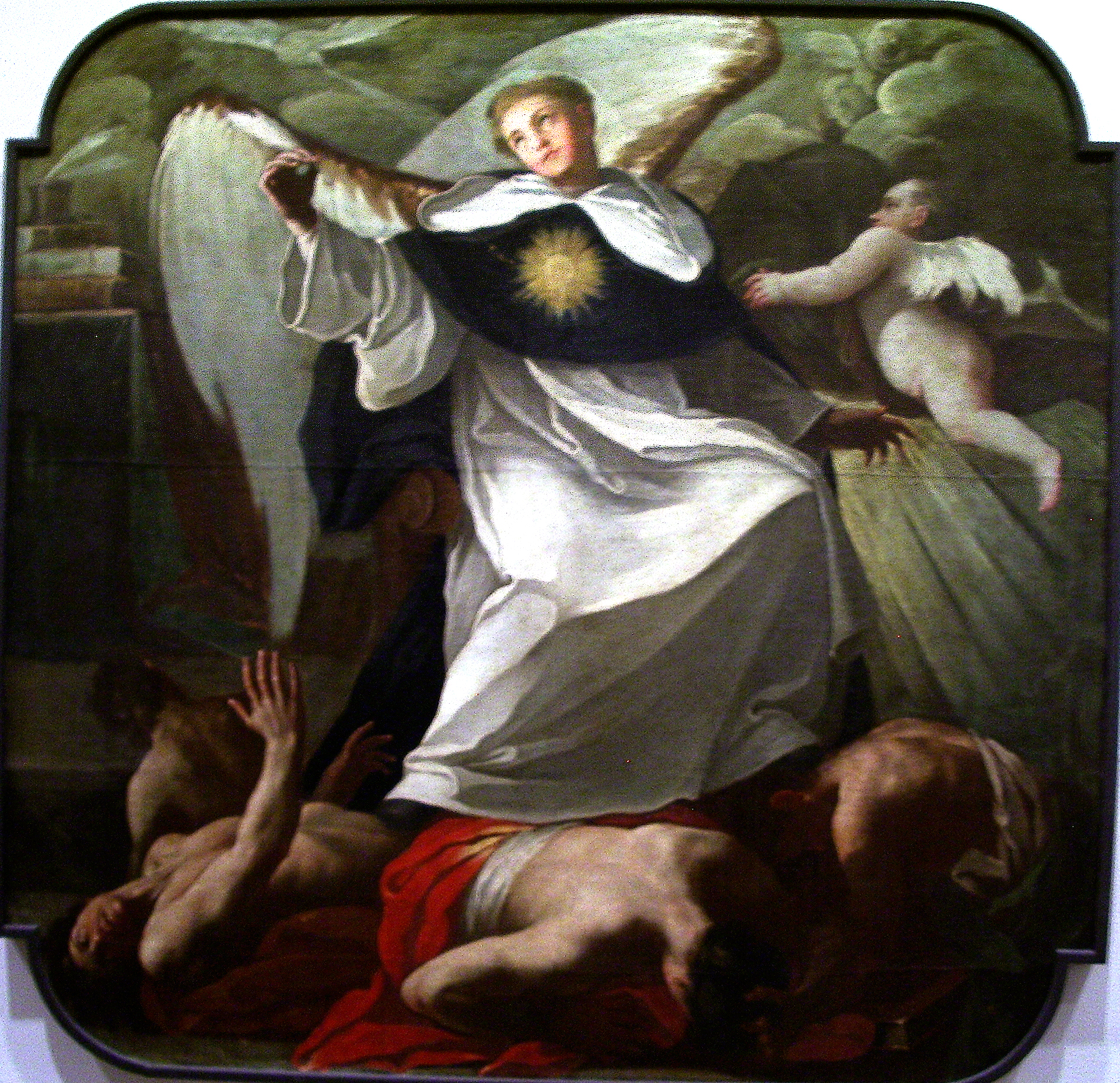
São Tomás de Aquino.